# Шардыкин, Вячеслав Николаевич
Вячеслав Николаевич Шардыкин (20 ноября 1954, Липецк — 5 марта 2020, Воронеж) — советский футболист, полузащитник.
Воспитанник футбольной школы Липецка. Бо́льшую часть карьеры провёл в клубах первой (1973—1974, 1979—1980, 1981, 1982—1983) и второй (1975—1977, 1978—1979, 1984—1989) лиг первенства СССР «Металлург»/«Новолипецк» Липецк (1973—1977), «Искра» Смоленск (1978—1979), «Факел» Воронеж (1979—1980, 1981, 1982—1983), «Стрела» Воронеж (1984), «Спартак» Тамбов (1985—1988, 1989), «Спартак» Анапа (1988), «Локомотив» Минеральные Воды (1989).
Сыграл 13 матчей в высшей лиге — в конце сезона 1980 года провёл две игры за «Динамо» Минск, в первой половине сезона-82 сыграл 11 матчей за «Днепр» Днепропетровск, полуфиналист Кубка СССР 1982.
Завершал карьеру в 1990—1992 годах в команде КФК «Темп» Мичуринск.
Скончался 5 марта 2020 года. Похоронен на Берёзовском кладбище города Воронежа.